# Линч, Лоретта
Лоретта Элизабет Линч (англ. Loretta Elizabeth Lynch, род. 21 мая 1959, Гринсборо, Северная Каролина) — американский политик, юрист, Генеральный прокурор США (2015—2017). Вторая женщина и первая афро-американка на этом посту. До назначения на пост Генерального прокурора Линч около пяти лет работала федеральным прокурором Восточного округа штата Нью-Йорк.

## Образование
Лоретта Линч родилась 21 мая 1959 года в Гринсборо, штат Северная Каролина. Линч получила степень бакалавра искусств в области английской и американской литературы в Гарвард-колледже в 1981 году. А в 1984 году она получила степень доктора юриспруденции на Юридическом факультете Гарвардского университета. В 2017 году Линч получила почётную степень Университета Дьюка.

## Карьера
В 1999 году кандидатура Линч на должность прокурора Восточного округа Нью-Йорка была предложена президентом Биллом Клинтоном. В 2001 году Линч на время покинула пост прокурора, но в январе 2010 года президент США Барак Обама снова назначил Линч на эту должность.
С 2003 по 2005 год Линч была членом правления Федерального резервного банка Нью-Йорка. 8 ноября 2014 года Барак Обама выдвинул кандидатуру Линч на пост генерального прокурора США. 26 февраля 2015 года Линч заняла эту должность, став таким образом первой афро-американкой на посту генпрокурора США.